# Dumitru Grozea
Dumitru Grozea (n. 1913 (Cugir, Hunedoara) - d. 1996) a fost un legionar român, conducătorul organizației legionare Corpul Muncitoresc Legionar. ,  Dumitru Grozea a condus echipa de muncitori legionari care a declanșat masacrul de la Jilava, din noaptea de 26 spre 27 noiembrie 1940. Pentru participarea la rebeliune, Grozea a fost condamnat la muncă silnică pe viață; pentru "alte fapte", în iulie 1941, a fost condamnat la moarte în contumacie. În 1941, Dumitru Grozea a fugit din România, în primul grup de exilați legionari. Pe data de 27 februarie 1943, Dumitru Grozea a fost reținut în lagărul de concentrare de la Dachau până la data de 30 august 1944., Ilarion Țiu, Legionary Movement's Exile in the Nazi Germany (1941 - 1944), Cogito, Multidiciplinary Research Journal, v. 7 (2014), p. 109 ff.  În perioada 1947 - 1964, Dumitru Grozea a fost deținut politic în România. 